# Tarodes lineatus
Genre
Espèce
Tarodes lineatus, unique représentant du genre Tarodes, est une espèce d'araignées aranéomorphes de la famille des Salticidae.

## Distribution
Cette espèce est endémique de Nouvelle-Bretagne dans l'archipel Bismarck en Papouasie-Nouvelle-Guinée.

## Description
Le mâle holotype mesure 5,8 mm.

## Publication originale
- Pocock, 1898 : « Scorpions, Pedipalpi and spiders collected by Dr Willey in New Britain, the Solomon Islands, Loyalty Islands, etc. » Zoological results based on material from New Britain, New Guinea, Loyalty Islands and elsewhere, collected during the years 1895, 1896 and 1897, London, vol. 1 p. 95-120 (texte intégral).